# Sachin, Pas-de-Calais
Sachin là một xã trong tỉnh Pas-de-Calais, vùng Hauts-de-France, Pháp.

## Địa lý
Sachin nằm trong thung lũng sông Clarence, cự ly khoảng 26 dặm (42 km) về phía tây bắc Arras, tại giao lộ của các tuyến đường D70E6 và D70.

## Dân số
| 1962                                                              | 1968 | 1975 | 1982 | 1990 | 1999 | 2006 |
| ----------------------------------------------------------------- | ---- | ---- | ---- | ---- | ---- | ---- |
| 159                                                               | 171  | 138  | 176  | 240  | 244  | 250  |
| Số liệu điều tra dân số tính từ năm 1962, dân số chỉ tính một lần |      |      |      |      |      |      |

## Địa điểm nổi bật
- Nhà thờ St.John, thế kỷ 18.